# Stèle Pouvreau
Pour les articles homonymes, voir Pouvreau.
La stèle Pouvreau est une œuvre de Paul Belmondo. C'est l'une des œuvres d'art de la Défense, en France.

## Description
L'œuvre est située sur le parapet du CNIT. Elle consiste en un médaillon représentant le profil d'Emmanuel Pouvreau.

## Historique
L'œuvre est créée par le sculpteur Paul Belmondo à la demande de l'EPAD en 1970, et installée à son emplacement actuel en 2007. Emmanuel Pouvreau est à l'origine de la construction du CNIT.